# إليزابيث بيكيت شوفالييه
إليزابيث بيكيت شوفالييه (بالإنجليزية: Elizabeth Pickett Chevalier)‏ (25 مارس 1896 - 3 يناير 1984)؛ روائية أمريكية.

## روابط خارجية
- إليزابيث بيكيت شوفالييه على موقع IMDb (الإنجليزية)
- إليزابيث بيكيت شوفالييه على موقع قاعدة بيانات الفيلم (الإنجليزية)